# طارق الكحلاوي
طارق الكحلاوي هو سياسي وأكاديمي تونسي وعضو المكتب التنفيذي لحزب المؤتمر من أجل الجمهورية والمدير العام السابق لالمعهد التونسي للدراسات الاستراتيجية. درّس تاريخ الفن الإسلامي بجامعة رتجرز.

## النشأة والمسيرة
نشأ طارق الكحلاوي في رادس بولاية بن عروس وحاز على الإجازة والدراسات المعمقة في التاريخ والآثار من كلية العلوم الإنسانية والاجتماعية بتونس والدكتوراة في تاريخ الفن من جامعة بنسلفانيا عن «وصف البحر الأبيض المتوسط في الخرائط الإسلامية (القرن 11 إلى القرن 16م)». عمل بعد ذلك أستاذا في جامعة رتغرز في قسمي التاريخ وتاريخ الفن. حُجبت مدوّنته في فيفري 2010 بسبب تدوينة. ترشح لانتخابات المجلس الوطني التأسيسي في 23 أكتوبر 2011 وخسر. وأشرف على إعداد قائمات حزب المؤتمر من أجل الجمهورية لانتخابات المجلس التأسيسي. وانضم بعد الانتخابات لحزب المؤتمر من أجل الجمهورية.
يكتب من حين لآخر في الجزيرة نت والقدس العربي والحياة والعرب نيوز وميدل إيست أونلاين. كما له عمود أسبوعي في جريدة «العرب» القطرية. ويكتب أيضا عن الإسلام المعاصر في مجلة الآداب اللبنانية